# Сверхскопление галактик

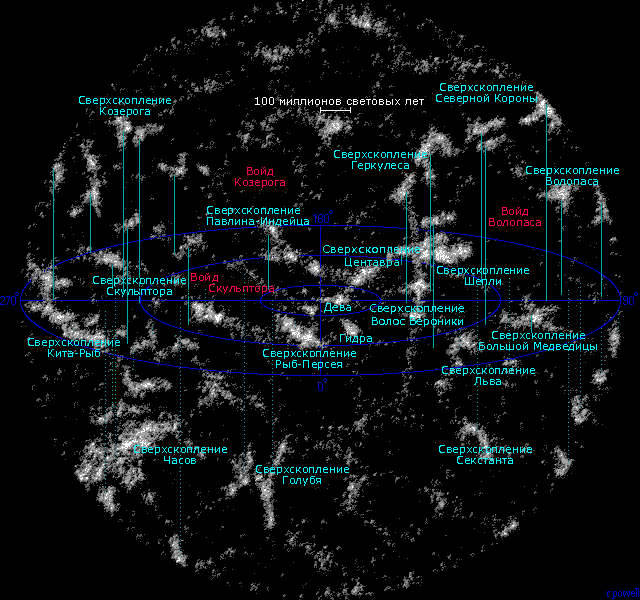
Вселенная в пределах 1 млрд световых лет (307 Мпарсек), показывающая ближайшие сверхскопления

Сверхскопление галактик — многочисленные группы галактик и скоплений галактик в составе крупномасштабной структуры Вселенной.
Галактики в нашей Вселенной не распределены равномерно — большинство из них объединены в группы и скопления, содержащие от десятков до нескольких тысяч галактик. Эти скопления и дополнительные изолированные галактики в свою очередь образуют ещё большие структуры, называемые сверхскоплениями, включающими от двух до двадцати галактических скоплений, которые расположены либо в галактических нитях, либо в узлах пересечения нитей. Размеры сверхскоплений достигают сотен миллионов световых лет. Сверхскопления настолько велики, что не являются гравитационно-связанными и, поэтому, принимают участие в расширении Хаббла. В пределах 1 млрд св. лет находится около 100 сверхскоплений.
Ранее предполагалось, что сверхскопления являются самыми большими структурами во Вселенной. Однако после ряда недавних открытий, считается, что сверхскопления являются частью огромных стен, также называемых нитями, которые могут достигать в длину миллиарда световых лет, то есть более 5 % наблюдаемой Вселенной. При наблюдении сверхскоплений и более крупных структур в наши дни мы узнаём о состоянии Вселенной в то время, когда эти сверхскопления только образовались. Направления осей вращения галактик в сверхскоплениях также дают нам понимание процесса формирования галактик в ранней истории Вселенной.
Сверхскопления имеют огромные размеры, поэтому для их изучения используется большое количество наблюдательных данных — в первую очередь, лучевые скорости галактик.

## Список сверхскоплений галактик

### Ближайшие сверхскопления
| Сверхскопление галактик                      | Расстояние/Размер (млн св. лет)   | Примечание |
| -------------------------------------------- | --------------------------------- | --- |
| Ланиакея                                     | Размер = 500                      | Ланиакея — сверхскопление галактик, в котором, в частности, содержатся Сверхскопление Девы (составной частью которого является Местная группа, содержащая галактику Млечный Путь с Солнечной системой) и Великий аттрактор. В свою очередь, Ланиакеа входит в комплекс сверхскоплений Рыб-Кита. |
| Местное сверхскопление (Сверхскопление Девы) | Размер = 110                      | Сверхскопление содержит Местную группу галактик, включая нашу галактику Млечный Путь. В сверхскопление также входит Скопление Девы — ближайшее к Местной группе скопление галактик. Входит в состав анонсированного в 2014 году сверхскопления Ланиакея.                                        |
| Сверхскопление Гидры-Центавра                | Расстояние = 150—200 Размер = 150 | Сверхскопление состоит из двух частей, иногда упоминаемых в качестве отдельных сверхскоплений: - Сверхскопление Гидры - Сверхскопление Центавра Это сверхскопление является ближайшим сверхскоплением к Сверхскоплению Девы.                                                                    |
| Сверхскопление Персея-Рыб                    | Расстояние = 222 Размер = 100     | Сверхскопление занимает область на небе размером 15 градусов и содержит более тысячи галактик. |
| Сверхскопление Павлина-Индейца               | Расстояние = 235 Размер = 100     | Сверхскопление имеет относительно низкую плотность галактик и не содержит богатые скопления галактик. |
| Сверхскопление Волос Вероники                | Расстояние = 290 Размер = 100     | Сверхскопление содержит более 3000 галактик и формирует значительную часть структуры CfA Homunculus, которая в свою очередь является центром Великой стены CfA2. |
| Сверхскопление Феникса                       | Расстояние = 372 Размер = 150     | |
| Сверхскопление Геркулеса                     | Расстояние = 413 Размер = 100     | SCl 160 |
| Сверхскопление Льва                          | Расстояние = 440 Размер = 150     | SCl 93 |
| Сверхскопление Змееносца                     | cz=8500-9000 км/с (центр) 59 x 85 | |
| Сверхскопление Шепли                         | Расстояние = 654 Размер = 200     | Второе обнаруженное сверхскопление после Сверхскопления Девы. |
| Сверхскопление Скульптора                    | Расстояние = 668 Размер = 100     | Сверхскопление формирует часть Стены Скульптора |

### Далёкие сверхскопления
| Сверхскопление галактик                  | Расстояние/Размер (млн св. лет) | Примечание                                                       |
| ---------------------------------------- | ------------------------------- | ---------------------------------------------------------------- |
| Сверхскопление Рыб-Кита                  | Расстояние = 813 Размер = 350   |                                                                  |
| Сверхскопление Волопаса                  | Расстояние = 826 Размер = 150   | SCl 138                                                          |
| Сверхскопление Часов                     | Расстояние = 905 Размер = 550   | Сверхскопление также часто называют сверхскоплением Часов-Сетки. |
| Сверхскопление Северной Короны           | Расстояние = 970 Размер = 250   |                                                                  |
| Сверхскопление Голубя                    |                                 |                                                                  |
| Сверхскопление Водолея                   |                                 |                                                                  |
| Сверхскопление Водолея B                 |                                 |                                                                  |
| Сверхскопление Водолея-Козерога          |                                 |                                                                  |
| Сверхскопление Водолея-Кита              |                                 |                                                                  |
| Сверхскопление Волопаса А                |                                 |                                                                  |
| Сверхскопление Резец                     |                                 | SCl 59                                                           |
| Сверхскопление Дракона                   |                                 |                                                                  |
| Сверхскопление Дракона-Большой Медведицы |                                 |                                                                  |
| Сверхскопление Печь-Эридан               |                                 |                                                                  |
| Сверхскопление Журавля                   |                                 |                                                                  |
| Сверхскопление Льва А                    |                                 |                                                                  |
| Сверхскопление Льва-Секстанта            |                                 |                                                                  |
| Сверхскопление Льва-Девы                 |                                 | SCl 107                                                          |
| Сверхскопление Микроскопа                |                                 | SCl 174                                                          |
| Сверхскопление Пегаса-Рыб                |                                 | SCl 3                                                            |
| Сверхскопление Рыб                       |                                 | SCl 24                                                           |
| Сверхскопление Рыб-Овна                  |                                 |                                                                  |
| Сверхскопление Большой Медведицы         |                                 |                                                                  |
| Сверхскопление Девы-Волос Вероники       |                                 | SCl 111                                                          |

### Очень далёкие сверхскопления
| Сверхскопление                  | Расстояние/размер  | Примечание |
| ------------------------------- | ------------------ | --- |
| Прото-сверхскопление Гипериона  | z=2.45             | Сверхскопление было обнаружено в 2018 году и на тот момент являлось самым далёким известным сверхскоплением |
| Сверхскопление Рыси             | z=1,27             | Сверхскопление было обнаружено в 1999 году и включает два скопления: RXJ 0848.9+4452 (z=1,26) и RXJ 0848.6+4453 (z=1,27). На момент открытия это сверхскопление стало самым далёким известным сверхскоплением. Также семь меньших групп галактик связаны со сверхскоплением. |
| SCL @ 1338+27                   | z=1,1 Размер = 228 | В 2001 году было обнаружено множество скоплений галактик на расстоянии z=1,1 около необычной концентрации из 23-х квазаров. Размер группы скоплений указывает на то, что возможно существует галактическая нить вместо одиночного сверхскопления. На момент открытия это было наибольшее и наиболее далекое сверхскопление за z=0,5.                                                                       |
| SCL @ 1604+43 при z=0,9         | z=0,91             | На момент своего открытия в 2000 году это сверхскопление было самым большим сверхскоплением, найденным в далеком космосе. Сверхскопление состоит из двух ранее известных скоплений и одного скопления в результате исследования которого и было открыто сверхскопление. Известными кластерами являются Cl 1604+4304 (z=0,897) и Cl 1604+4321 (z=0,924), которые имеют соответственно по 21 и 42 галактики. |
| SCL @ 0018+16 при z=0,54 в SA26 | z=0,54             | Это сверхскопление находится около радиогалактики 54W084C (z=0,544) и состоит как минимум из трех больших скоплений: CL 0016+16 (z=0,5455), RX J0018.3+1618 (z=0,5506) и RX J0018.8+1602. |
| MS 0302+17                      | z=0,42 Размер = 20 | Сверхскопление содержит по меньшей мере три скопления: восточное скопление CL 0303+1706, южное скопление MS 0302+1659 и северное скопление MS 0302+1717. |
| SPT-CL_J0546-5345               | z=1,07             | Наиболее массивное сверхскопление из когда-либо обнаруженных во Вселенной. Находится на расстоянии 7 млрд св. лет от Земли и имеет массу около 1015 солнечных масс. |